# Jakobsweg Purkersdorf–Göttweig
Der Jakobsweg Purkersdorf–Göttweig ist ein 67 Kilometer langer, seit 2011 ausgeschilderter, Abschnitt des Jakobswegs Österreich im österreichischen Jakobswegenetz.
Er bildet den Ersteinstieg in den österreichischen Jakobsweg nordwestlich der Wiener Stadtgrenze und führt ab dieser durch vierzehn niederösterreichische Gemeinden des nordöstlichen Mostviertels in den Bezirken St. Pölten, Tulln und Krems, darunter sind mit Purkersdorf und Herzogenburg zwei Stadtgemeinden.
Der beschilderte Jakobsweg entspricht im Wesentlichen der von Peter Lindenthal erforschten historischen Wegeführung. Der Pilgerweg verläuft in der Wanderregion Troppberg durch die Landschaft des Wienerwalds und erreicht in Sieghartskirchen den Rand des Tullnerfeldes und schließlich das Traisental. Weiter westlich beginnen die Ausläufer des Dunkelsteiner Waldes.
Der österreichische Jakobsweg wird westlich des UNESCO-Weltkulturerbes Stift Göttweig durch den Wachauer Jakobsweg fortgesetzt.

## Beschreibung
Der Jakobsweg Purkersdorf–Göttweig beginnt in Purkersdorf, wo eine Anknüpfung an weitere lokale, regionale und überregionale Wanderwege besteht, u. a. Wanderwege um den Lainzer Tiergarten, den Wienerwald-Rundwanderweg-Verbindungsweg 444, den Niederösterreichischen Landesrundwanderweg, den Voralpenweg, den Europäischen Fernwanderweg E4 (Pyrenäen – Plattensee), Internationaler Marienpilgerweg I23 (Tschenstochau – Mariazell).
Von der Jakobskirche auf dem Jakobsplatz in Purkersdorf verläuft die Route zunächst auf den Troppberg in der Marktgemeinde Gablitz zur Alexander-Kendl-Warte auf dem höchsten Punkt des Berges auf 542 Meter ü. A. und über Rabenstein, die Klosterruine am Riederberg und die Burgruine Ried am Riederberg in der Gemeinde Sieghartskirchen.
Der weitere Weg bis Asperhofen führt durch Siegersdorf, wo neben einem Jakobsbrunnen auch eine Pilger-Selbstversorgerhütte errichtet wurde. Bereits 2007 wurde in der Ortschaft ein Bildstock mit einer Statue des heiligen Jakobus gesegnet. Auf dem Weg nach Würmla führt der Jakobsweg durch die Gemeinde Michelhausen in der Ortschaft Michelndorf an der Bildeiche und der eisernen Hand vorbei.

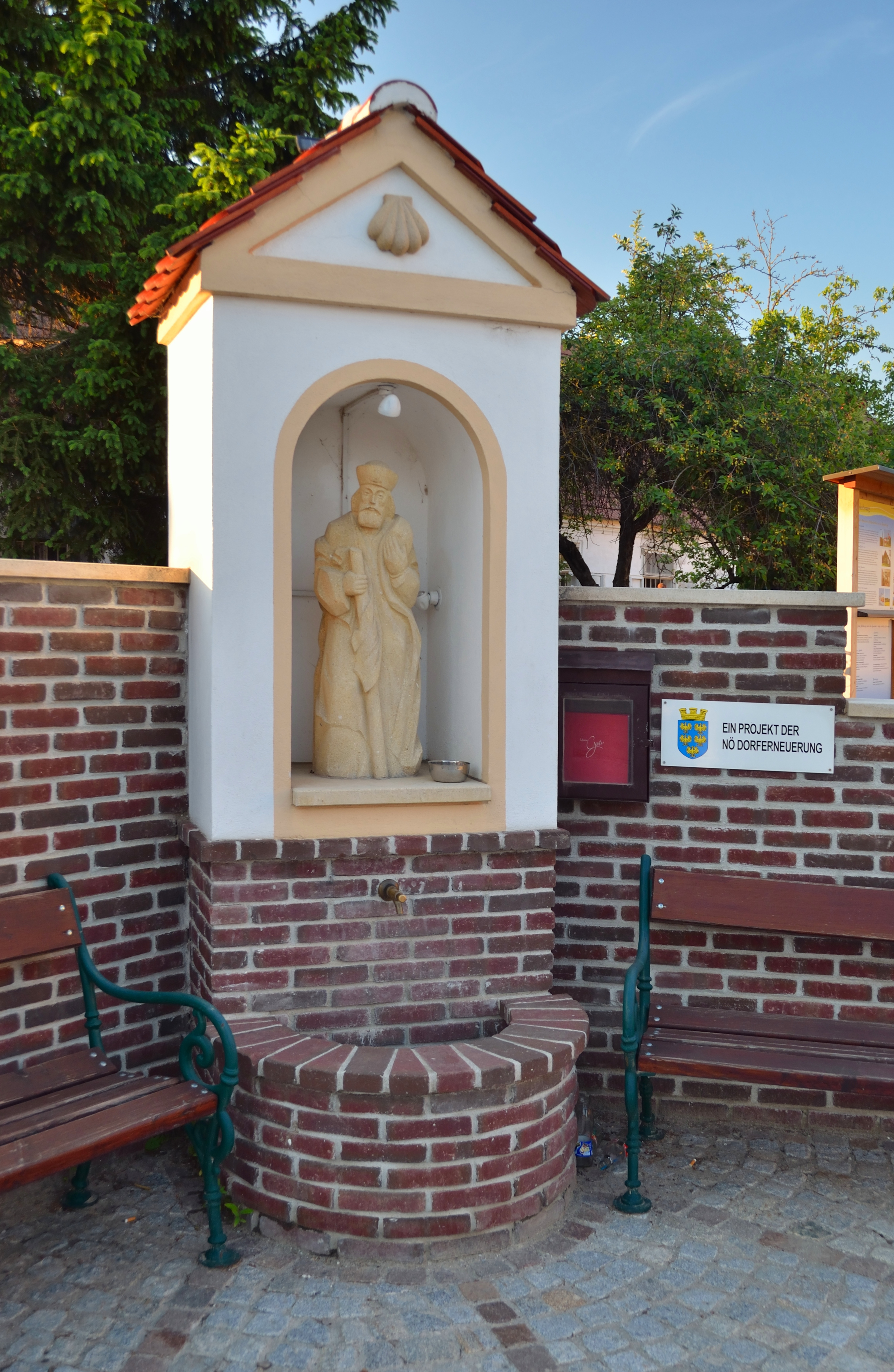
Jakobsbrunnen in Langmannersdorf

Auf dem Weg zum barocken Augustiner-Chorherren Stift Herzogenburg verläuft der Jakobsweg durch Ortschaften der Gemeinden Weißenkirchen an der Perschling (u. a. Langmannersdorf mit dem 2009 gesegneten Jakobsbrunnen) und Kapelln. In der Gemeinde Kapelln befindet sich bei der Max-Schubert-Warte der geographische Mittelpunkt des Bundeslandes Niederösterreich.
Sankt Andrä an der Traisen, eine Ortschaft der Stadt Herzogenburg, ist der Standort eines aufgelassenen Klosters (heute Geriatriezentrum der Stadt Wien) mit Klosterkirche (heute Pfarrkirche) und schönen Paul-Troger-Fresken und Hochaltar aus der Zeit des Rokoko in der ersten Hälfte des 18. Jahrhunderts.
Der Jakobsweg erreicht den Anschluss an den Wachauer Jakobsweg in Furth unterhalb von Stift Göttweig. Auf dem Weg werden einige Ortschaften der Gemeinden Statzendorf, Inzersdorf-Getzersdorf und Paudorf passiert. In Paudorf kreuzt der Niederösterreichische Mariazellerweg (Waldviertler Freiwald/Südmähren – Mariazell) den Jakobsweg.

## Projekt
Der Jakobsweg Purkersdorf-Göttweig ist ein gemeinde- und regionenübergreifendes Gemeinschaftsprojekt von Gemeinden der LEADER-Regionen Donauraum–Tullnerfeld–Traisental und Elsbeere Wienerwald sowie der Kleinregion Troppberg.
Das Projekt umfasste die Aufstellung von rund 220 Wegweisern und Infotafeln für jede Gemeinde. Ein Folder und eine Routenkarte in digitaler Form wurden entwickelt und in Homepages eingepflegt. Durch lokale Initiativen entstanden Rast-/Besinnungsstationen und Jakobs-Trinkbrunnen, vorhandene Sitzbänke und Rastplätze wurden ergänzt.